# Jakov Gojun
Jakov Gojun, hrvaški rokometaš * 18. april 1986 Split, Hrvaška.
Trenutno igra za nemški klub Füchse Berlin.
Gojun je na poletnih olimpijskih igrah leta 2012 v Londonu nastopil za hrvaško reprezentanco in osvojil bronasto medaljo. Zaradi njegovega obrambnega stila igranja so ga navijači reprezentance poimenovali za obrambnega ministra.